# Lesego Makgothi
Lesego Makgothi, né le 23 février 1965 à Maseru, est un homme politique lésothien, membre du parti Convention de tous les Basotho (ABC).

## Biographie
Élu à l'Assemblée nationale lors des élections de 2015, il quitte précipitamment le pays en 2016 avec le chef du parti, Tom Thabane, et d'autres politiciens de l'opposition, et se réfugie en Afrique du Sud. Aux élections de juin 2017, il est à nouveau élu en battant le ministre du Commerce Joshua Setipa (Congrès du Lesotho pour la démocratie) dans la 32e circonscription de Maseru. Il est alors nommé ministre des Affaires étrangères. Lors de la tentative de coup d'État menée par le lieutenant général Khoantle Motšomotšo en septembre de la même année, il apparaît comme la figure forte du régime et ramène l'ordre.